# Roland Kosien
Roland Kosien (* 25. September 1953) ist ein ehemaliger deutscher Fußballspieler.
Kosen spielte in der Bundesliga als junger Stürmer für den FC Schalke 04. Sein Bundesliga-Debüt gab er am 30. September 1972 beim Auswärtsspiel in Bochum (0:2), als er für Hartmut Huhse eingewechselt wurde. Nach nur zwei Einsätzen in der Saison 1972/73 wechselte er ins Amateurlager zu Westfalia Herne, der SpVgg Erkenschwick und später Rot-Weiß Lüdenscheid. Mit dem DSC Wanne-Eickel stieg er 1978 in die 2. Bundesliga auf und erlebte in den folgenden zwei Jahren seine wohl stärkste Zeit. In 67 Zweitligaspielen kam er auf 26 Tore. Nach dem Rückzug des DSC 1980 wechselte Kosien zu Hannover 96, wo er die nächsten zwei Jahre weitere 33 Spiele (ein Tor) bestritt. In der Saison 1982/83 spielte er in der Oberliga Nordrhein für den 1. FC Bocholt, nach Unstimmigkeiten mit Trainer Rolf Müller verließ er den Verein jedoch noch vor Saisonende.
Nach seiner Spielerkarriere war Kosien als Trainer bei niedersächsischen Amateurvereinen, u. a. ASC Nienburg, TuS Wettbergen und Niedersachsen Döhren tätig.